# چاندرا ویلسون
چاندرا دانته ویلسون (به انگلیسی: Chandra Danette Wilson) (زاده ۲۷ اوت ۱۹۶۹) بازیگر آمریکایی است. او در سریال آناتومی گری ایفاگر نقش دکترمیراندا بیلی است.
از فیلم‌هایی که وی در آن‌ها نقش داشته است، می‌توان به فرانکی و آلیس و یک زن تنها اشاره نمود.